# Caçadores de furacões

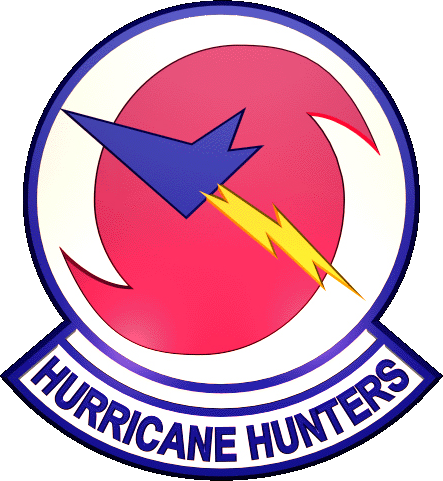

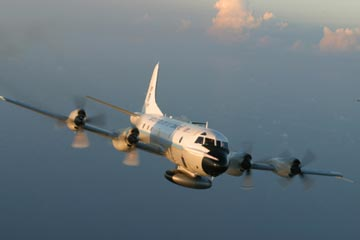
Lockheed WP-3D Orion, uma das aeronaves de reconhecimento de condições climáticas da NOAA durante o voo.

Caçadores de furacões são aeronaves que voam para dentro de ciclones tropicais, no norte do Oceano Atlântico e nordeste do Oceano Pacífico, com propósitos específicos de medição direta de dados meteorológicos dentro e ao redor das tempestades. No Oceano Pacífico ocidental e no Oceano Índico, são utilizados termos como caçadores de tufão (Aeronáutica) ou rastreadores de tufão (Marinha). Nos Estados Unidos da América, essa missão de caça aos furacões é realizada em conjunto pela Força Aérea, Marinha, NOAA e NASA.